# Cybotron
Cybotron was een Amerikaanse electro/technogroep, opgericht in 1980 door Juan Atkins en Richard "3070" Davis in Detroit.
De band was vooral actief in de jaren 80, maar ook in de jaren 90 waren ze nog actief.
Na een serie singles die in eigen beheer werden uitgebracht, namen ze het album "Enter" op in 1983.
In 1995 ging de band uit elkaar, Atkins richtte Model 500 op en maakte daar al snel een debuutalbum mee. Davis bleef muziek maken onder de naam Cybotron.

## Discografie
- Enter (1983)
- Clear (1983)
- Empathy (1993)
- Cyber Ghetto (1995)
- Motor City Machine Music (Een "greatest hits" album, 2005)